# Граберець
Граберець (хорв. Graberec) — населений пункт у Хорватії, у Загребській жупанії у складі громади Дубрава.

## Населення
Населення за даними перепису 2011 року становило 231 осіб.
Динаміка чисельності населення поселення:

## Клімат
Середня річна температура становить 10,91 °C, середня максимальна – 25,12 °C, а середня мінімальна – -5,79 °C. Середня річна кількість опадів – 816 мм.
| Клімат поселення                              | Клімат поселення | Клімат поселення | Клімат поселення | Клімат поселення | Клімат поселення | Клімат поселення | Клімат поселення | Клімат поселення | Клімат поселення | Клімат поселення | Клімат поселення | Клімат поселення | Клімат поселення |
| Показник                                      | Січ.             | Лют.             | Бер.             | Квіт.            | Трав.            | Черв.            | Лип.             | Серп.            | Вер.             | Жовт.            | Лист.            | Груд.            |                  |
| Середній максимум, °C                         | 6,02             | 8,12             | 12,68            | 17,09            | 22,03            | 25,12            | 24,30            | 23,74            | 19,74            | 14,80            | 9,36             | 4,90             |                  |
| Середня температура, °C                       | 0,13             | 2,20             | 6,77             | 11,20            | 16,12            | 19,21            | 20,69            | 20,16            | 16,15            | 11,20            | 5,76             | 1,30             |                  |
| Середній мінімум, °C                          | −5,79            | −3,69            | 0,86             | 5,29             | 10,23            | 13,32            | 17,09            | 16,55            | 12,54            | 7,60             | 2,16             | −2,31            |                  |
| Норма опадів, мм                              | 46               | 45               | 52               | 63               | 74               | 89               | 76               | 76               | 75               | 76               | 82               | 62               |                  |
| Середньомісячна швидкість вітру, м/с          | 2.00             | 2.22             | 2.60             | 2.50             | 2.30             | 2.10             | 2.01             | 1.90             | 1.90             | 1.96             | 2.01             | 2.00             |                  |
| Середньомісячна сонячна радіація, кДж/м²·день | 4101             | 6918             | 10651            | 15097            | 19362            | 21362            | 22191            | 19463            | 14279            | 8806             | 4590             | 3344             |                  |
| --------------------------------------------- | ---------------- | ---------------- | ---------------- | ---------------- | ---------------- | ---------------- | ---------------- | ---------------- | ---------------- | ---------------- | ---------------- | ---------------- | ---------------- |
| Джерело:                                      |                  |                  |                  |                  |                  |                  |                  |                  |                  |                  |                  |                  |                  |